# Hogwarts Legacy : L'Héritage de Poudlard
Hogwarts Legacy : L'Héritage de Poudlard est un jeu vidéo de rôle (RPG) en monde ouvert développé par Avalanche Software et édité par Warner Bros. Interactive Entertainment en collaboration avec Portkey Games. Le jeu sort en février 2023 sur PlayStation 5, Xbox Series et Windows, puis en mai 2023 sur PlayStation 4 et Xbox One et en novembre 2023 sur Nintendo Switch.
Le jeu prend place dans le monde fictif des sorciers lié au personnage de Harry Potter créé par l'autrice J. K. Rowling, sans qu’elle ne soit toutefois impliquée dans le développement et le scénario du jeu. Le studio Avalanche Software s'est vu confier le projet avec pour ambition de s'inspirer de l'œuvre de Rowling, et d'étendre son univers par de nouveaux contenus originaux. Le développement du jeu s'étale sur quelques années et sa sortie est plusieurs fois repoussée. Une partie de la presse le considère alors comme l'un des jeux vidéos en développement les plus attendus par le public.
À sa sortie en février 2023, Hogwarts Legacy est un immense succès commercial et s'écoule en un an à près de 24 millions d'exemplaires.

## Trame

### Histoire
L'intrigue se déroule dans l'univers étendu de fantasy imaginé par J. K. Rowling pour les romans Harry Potter et les films Les Animaux fantastiques. Elle suit l'évolution d'un sorcier ou d'une sorcière, c'est-à-dire la personne qui joue au jeu, au sein de l'école de sorcellerie de Poudlard, à la fin des années 1800, soit antérieurement aux événements des deux séries de Rowling.
La première phase du jeu est une phase d'intégration et de découverte de Poudlard, de ses cours de magie et des environs du domaine. Le personnage incarné, doté d'une magie ancienne et singulière, est intégré directement en cinquième année d'études, et apprend à développer ses capacités magiques en lançant divers sortilèges, en préparant des potions et en apprivoisant des animaux fantastiques.
Au cours de sa progression dans le jeu, le personnage comprend que la magie particulière qu'il détient est convoitée par les gobelins et les mages noirs pour détruire le monde des sorciers,.
Les histoires s'adaptent au parcours choisi par la personne qui joue et il est possible de sélectionner ses compagnons pour évoluer dans le jeu,,.
Synopsis complet
Le personnage joué reçoit une lettre du professeur Weasley, qui confirme son admission à l'école de sorcellerie de Poudlard en tant qu'élève de cinquième année et lui désigne le professeur Fig comme mentor. Fig escorte le protagoniste depuis Londres jusqu'à Poudlard via un carrosse volant. Alors qu'ils enquêtent sur un artéfact inconnu, un dragon les attaque, ce qui les incite à chercher un portoloin caché à l'intérieur de l'artéfact qui les téléporte à Gringotts, la banque des sorciers. En utilisant le portoloin pour entrer dans un vieux coffre-fort, le joueur apprend que son personnage peut voir des traces de magie ancienne. Le duo est confronté à un gobelin hostile nommé Rannrok avant de s'échapper pour Poudlard, où le joueur est réparti dans la maison de son choix.
La personne qui joue apprend divers sorts pendant les cours. Lors d'une excursion à Pré-au-Lard avec un compagnon d'étude, un troll envoyé par Rannrok les attaque avant d'être vaincu. Plus tard, le protagoniste trouve dans la bibliothèque un livre avec des pages manquantes. Alors que le professeur Fig étudie le livre, le joueur localise les pages manquantes et trouve une pièce secrète sous Poudlard, connue sous le nom de « salle de la Carte ». C'est une pièce circulaire avec au sol une représentation du château de Poudlard, et aux murs, quatre portraits de peinture animés représentant quatre anciens professeurs de Poudlard, se désignant eux-mêmes comme les « Gardiens », dont le but est de protéger les secrets de la magie ancienne du monde sorcier.
Pour révéler les secrets de la magie ancienne, le protagoniste doit accomplir quatre épreuves confiées par les Gardiens. Ces épreuves comportent des énigmes et des tâches qui nécessitent les compétences acquises par le joueur, chacune menant à une pensine, un appareil magique utilisé pour stocker et examiner les souvenirs. Le protagoniste apprend ainsi, par le biais des souvenirs, qu'Isidora Morganach, une ancienne étudiante de Poudlard devenue professeur de défense contre les forces du Mal et ayant des capacités similaires à celles du joueur, était en conflit avec les Gardiens et a laissé derrière elle un dépôt caché de magie ancienne après l'avoir utilisé pour extraire des émotions négatives, en particulier de son père souffrant. Les Gardiens ont réalisé qu'Isidora inhalait les émotions extraites pour augmenter son propre pouvoir et n'ont pas réussi à l'arrêter ou la dissuader, forçant l'un d'eux à utiliser sur elle le sortilège de la Mort. Au cours de ses autres aventures, le protagoniste apprend également que Rannrok cherche à trouver le dépôt et à l'exploiter à ses propres fins. Pour le localiser, il collabore avec un groupe de mages noirs dirigé par Victor Rookwood, un descendant de l'un des Gardiens.
Une fois que le protagoniste a terminé toutes les épreuves, il reçoit une dernière tâche des Gardiens : créer un type spécial de baguette magique à partir des artefacts trouvés dans les Pensines. Le professeur Fig envoie le protagoniste chez Gerbold Ollivander, le fabricant de baguettes, afin de fabriquer la baguette spéciale. Alors que le protagoniste quitte la boutique d'Ollivander, il est pris en embuscade par Victor, qui propose une alliance contre les gobelins. Le protagoniste refuse, ce qui entraîne une bataille dans laquelle il parvient à le vaincre. Peu de temps après, le protagoniste et le professeur Fig trouvent le dépôt intact, et le protagoniste fait son choix entre garder la magie scellée ou absorber le pouvoir pour lui-même. Ranrok localise lui aussi le dépôt d'Isidora et, après un bref combat contre ses adversaires, absorbe le pouvoir du dépôt, se transformant en dragon. Fig est mortellement blessé, et le protagoniste combat le dragon, mettant fin à la rébellion des gobelins en tuant Rannrok et en faisant le choix qu'il avait fait plus tôt. Quel que soit son choix, Fig meurt, et le directeur Black et le professeur Weasley organisent un éloge funèbre en son honneur.
Le protagoniste revient pour terminer ses études, car la fin de l'année scolaire mène aux examens de BUSE. Il continue également d'explorer les environs du château et de vivre des aventures avec ses compagnons Sebastian Pallow, Poppy Sweeting et Natsai Onai s'il ne les a pas déjà finies. Le voyage se termine avec le professeur Weasley qui attribue au protagoniste 100 points de maison pour cette aventure extraordinaire, ce qui conduit finalement à une victoire de la Coupe des Maisons pour sa maison.

### Personnages

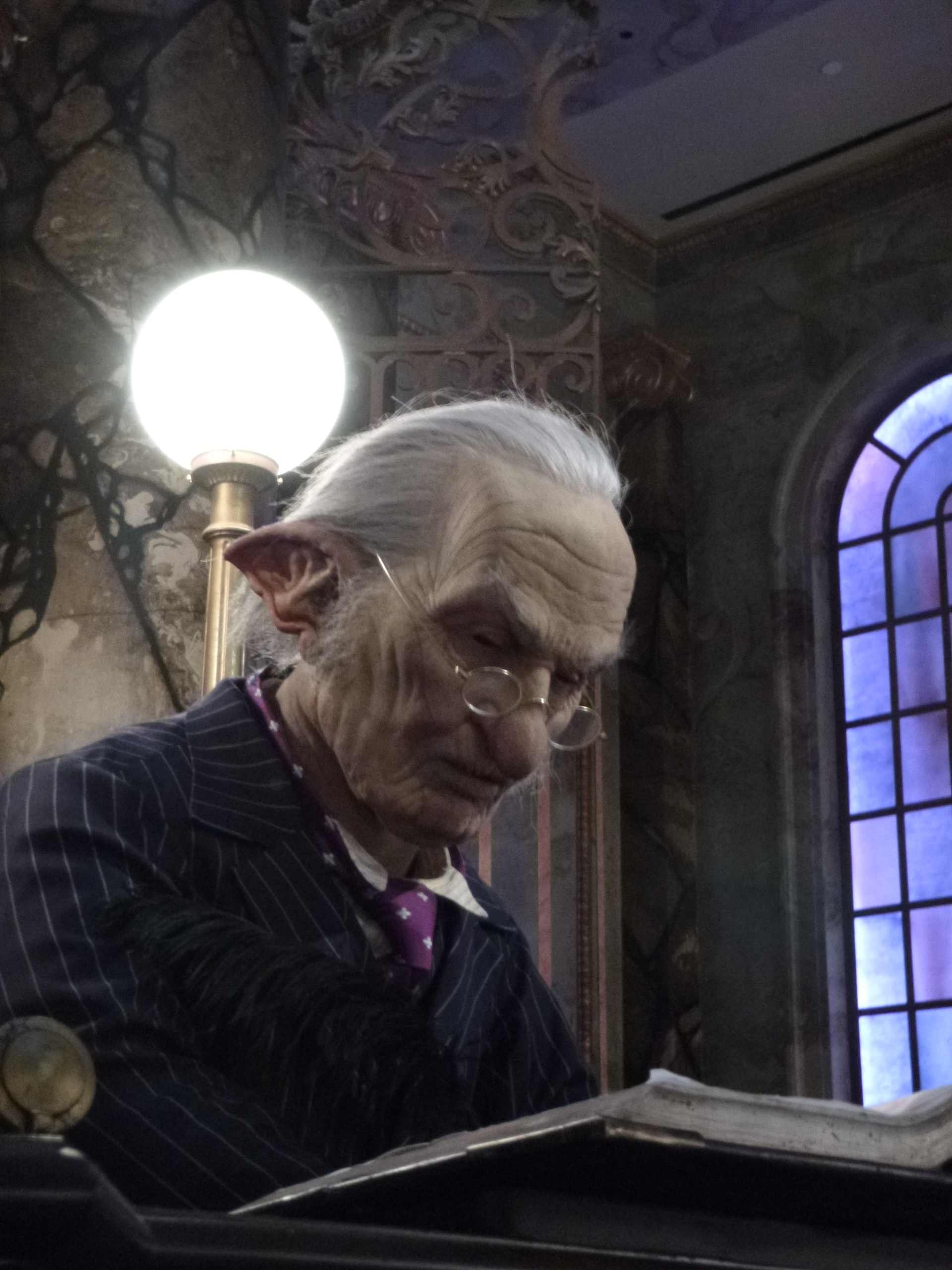
Les gobelins du monde des sorciers s'allient aux mages noirs et font partie des principaux ennemis de cette aventure.

Le personnage principal peut être masculin ou féminin, et entièrement personnalisable. Au cours de l'aventure, il est guidé par plusieurs protagonistes, tel que l'énigmatique professeur Eleazar Fig, qui l'informe d'une potentielle rébellion d'un groupe de gobelins mené par un certain Rannrok, et de la menace qui pèse sur Poudlard. Le professeur Matilda Weasley, directrice adjointe, apparait régulièrement pour suivre le parcours du personnage et évaluer ses compétences.
Le personnage fait la connaissance de plusieurs autres élèves notables, amenés à l'aider dans ses quêtes et à lui confier leur histoire, tels que Natsai Onai, une élève courageuse de Gryffondor motivée par sa soif de justice ; Poppy Sweeting, de Poufsouffle, une élève altruiste fascinée par les créatures magiques, ou encore Sebastian Pallow (Sallow en anglais), un élève de Serpentard charismatique, cachant un lourd secret de famille,. L'elfe de maison Cheek (Deek en anglais / « Grignet » dans la bande annonce en français) aide la personne qui joue à organiser la salle sur demande selon ses besoins et à découvrir ses fonctionnalités particulières,,.

## Système de jeu
Hogwarts Legacy est un jeu de rôle (RPG) d'action-aventure en monde ouvert,. Il se joue en mode solo et en vision objective,.
Dans le menu de création de son personnage en début de jeu, la personne peut choisir son apparence (forme du visage, yeux, couleur de peau, cheveux, accessoires), sa tonalité de voix, ses nom et prénom, sa maison de Poudlard ainsi que son dortoir (filles ou garçons),.
L'avatar progresse dans le jeu en étant équipé d'une baguette magique. Contrairement à la personnalisation du personnage, il y a très peu de choix et ceux-ci ne vont pas fondamentalement changer l'histoire, seulement modifier certains dialogues ou certaines cinématiques.

### Maison de Poudlard
La maison de Poudlard (Gryffondor, Poufsouffle, Serdaigle ou Serpentard) peut être choisie librement par la personne en début de jeu. Elle peut également être attribuée en fonction du test de J. K. Rowling effectué au préalable sur le site Pottermore - Wizarding World : le compte Pottermore de la personne doit pour cela être relié à un compte Warner Bros games pour que cette personne soit répartie dans la maison correspondante au test.
Selon la maison d'attribution, la couleur de l'uniforme et la salle commune sont différentes.

### Baguette magique
L'avatar est équipé d'une baguette magique, qui constitue à la fois son arme et son outil principal pour exercer la magie. Comme pour la maison d'attribution, les caractéristiques de la baguette peuvent correspondre, si la personne le décide, à celles qui lui sont attribuées sur son compte Pottermore.

### Talents et compétences
Pour améliorer ses compétences, le personnage peut participer aux cours mentionnés dans les romans, comme la défense contre les forces du Mal, la botanique, les potions ou les sortilèges, notamment. Certains cours sont obligatoires pour pouvoir suivre l'histoire principale, tandis que d'autres sont facultatifs. L'architecture des salles de cours s'inspire des salles matérialisées dans les films Harry Potter et Animaux fantastiques. L'élève a la possibilité d'explorer le château et de découvrir des passages secrets et des énigmes nécessitant certaines compétences magiques pour être résolues.
Le personnage incarné a accès à un certain nombre d'améliorations, « talents » et compétences au cours de l'aventure afin de progresser en tant que sorcière ou sorcier. Il est possible d'accomplir des quêtes et relever des défis pour gagner de l'expérience, renforcer ses compétences avec des « talents » qui améliorent ses sortilèges, ses plantes et ses potions en augmentant leur puissance. La personne peut choisir ses talents afin qu'ils correspondent à son style de jeu ; cela lui permet de s'orienter vers une forme de magie spécifique.
Les équipements peuvent être trouvés ou achetés, puis améliorés et spécialisés, afin d'optimiser les compétences d'attaque et de défense pendant les combats et s'adapter au style de jeu choisi.

### Système d'artisanat

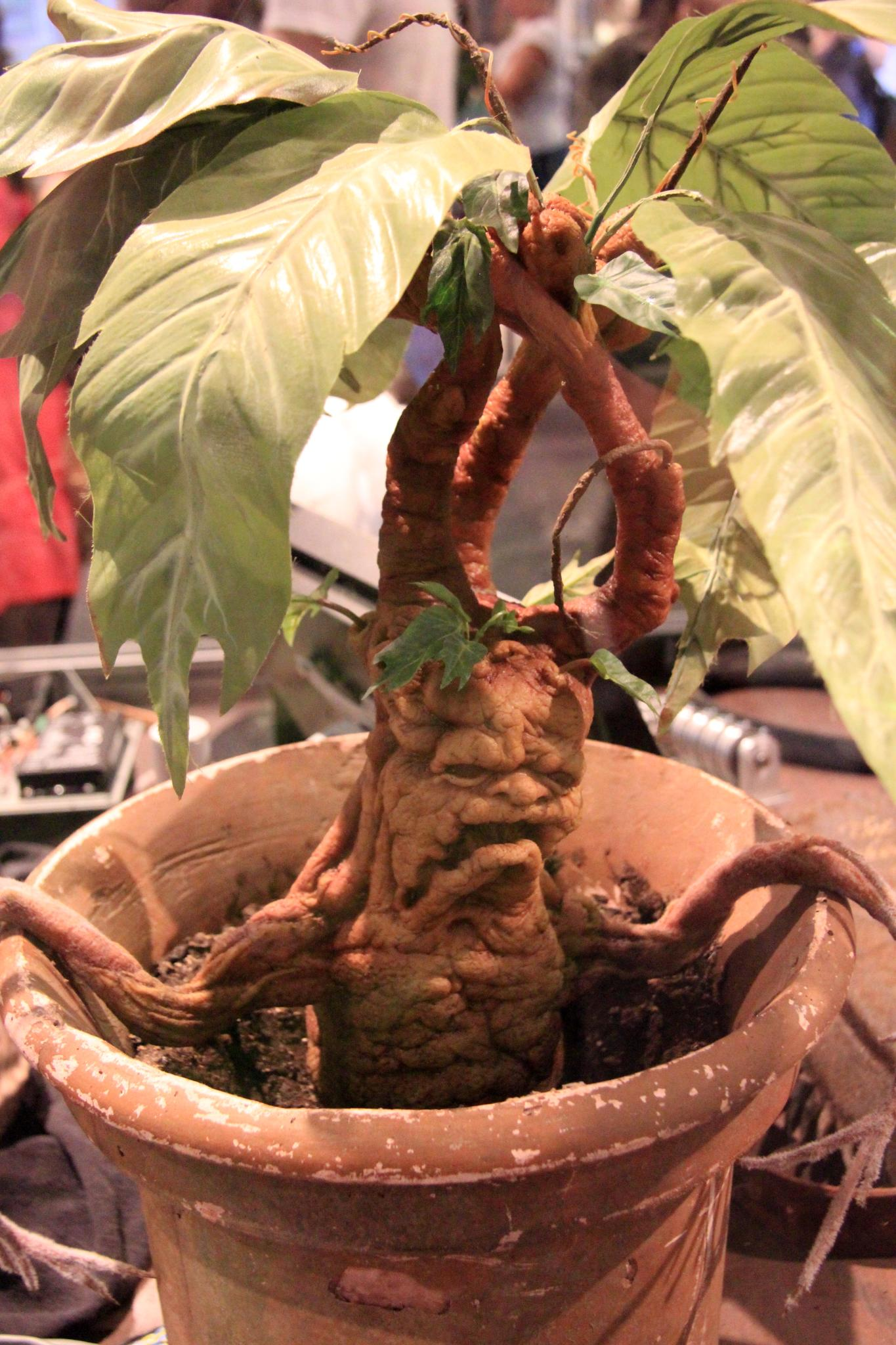
Certaines plantes cultivées, comme les mandragores, peuvent être utiles pour neutraliser certains ennemis.

La salle sur demande, qui apparait pour la première fois dans le cinquième tome de Harry Potter, devient ici une sorte de quartier général pour le personnage principal. Entretenue par l'elfe de maison Cheek, c'est une salle du château qui intègre un système d'artisanat : elle permet de cultiver des plantes, préparer des potions et améliorer son équipement.
La salle contient également un vivarium (rappelant le principe de la valise magique de Norbert Dragonneau) pour élever et soigner des créatures magiques secourues au cours de l'aventure (certaines ont été corrompues par la magie noire, d'autres sont menacées par des braconniers),. Cet espace vivarium est personnalisable afin de refléter ses propres spécialités magiques. Divers bâtiments peuvent y être construits selon ses besoins.
Les potions fabriquées peuvent améliorer la puissance de son personnage dans certaines situations. Les plantes magiques peuvent être utilisées pendant les batailles pour éloigner ou neutraliser les ennemis. Enfin, les parties d'animaux (fourrure, cornes, etc) peuvent être utilisées pour améliorer l'équipement.

### Exploration
Le jeu est en monde ouvert : le personnage joué a la possibilité d'explorer librement le château, les jardins et les hameaux dans les collines aux alentours. Une carte globale accessible par le menu, ainsi qu'une mini-carte affichée dans le coin inférieur gauche de l'écran (optionnelle) permettent de se repérer plus facilement. Les paysages évoluent au cours de l’année selon les saisons et la météorologie.
L'environnement de Poudlard propose diverses activités connexes. Le personnage peut être amené à effectuer des mini-jeux, résoudre des énigmes et interagir avec les autres personnages et les éléments de décor. Ainsi, certains habitants ou marchands peuvent avoir une histoire à raconter ou une quête secondaire à confier, ce qui permet de gagner de l'expérience. Pour se déplacer, l'avatar peut marcher, courir ou voler (sur un balai ou sur le dos de certaines créatures). Les objets collectés ainsi que l'expérience obtenue s'affichent sous forme de pop-up pendant le jeu. Les quêtes s'affichent quant à elles à gauche de l’écran, au-dessus de la mini-carte.
Le village de Pré-au-Lard, avec ses magasins, permet notamment de se procurer des produits utiles (ingrédients et recettes de potions, graines de plantes magiques, vêtements et autres équipements),. L'équipe a précisé que le jeu n'incluait aucun système pay-to-win, ni aucune microtransaction.

### Phases de combats
Des mages noirs et des gobelins circulent régulièrement dans tout le monde ouvert. Le personnage peut être amené à les croiser, et choisir de les combattre ou de les éviter.
Une vingtaine de sorts sont appris au cours de l'histoire, et il en existe trois types : les sorts de contrôle, les sorts de dégâts et les sorts de force, ainsi que les sortilèges impardonnables qui ne sont pas obligatoires. Les ennemis affichent parfois des boucliers de couleur autour d'eux, qui permettent d’identifier quel type de sort il convient d'utiliser pour les atteindre. Le personnage principal, quant à lui, affiche un halo de lumière autour de sa tête lorsqu'il est sur le point d'être attaqué. Le niveau de santé du personnage est indiqué par une barre verte située dans le coin inférieur droit de l'écran.
En situation de combat, il y a possibilité de dévier les attaques à distance, contre-attaquer et enchaîner plusieurs combinaisons de sortilèges (Accio, Stupéfix, Incendio, etc.). L'ensemble des sortilèges appris peuvent être utilisés à tour de rôle grâce à un système de « roue » de sortilèges (affichée près de la barre de vie, en bas à droite de l'écran) qui permet de lancer rapidement le sort de son choix. 
Les principaux sortilèges de combat utilisés dans le jeu sont les suivants :
- Sorts de contrôle : Levioso, Glacius, Arresto momentum, Transformation
- Sorts de force : Accio, Repulso, Descendo, Flipendo
- Sorts de dégâts : Incendio, Expelliarmus, Confringo, Diffindo, Bombarda
- Sortilèges impardonnables : Endoloris, Impero, Avada Kedavra

Il est possible d'ajuster la puissance des sorts et d'obtenir jusqu'à quatre roues différentes de sortilèges pour varier les sorts lancés et y accéder plus rapidement. Le State of Play promotionnel du jeu, diffusé en mars 2022, indique que les compétences acquises en sortilèges permettent « d'exploiter plus facilement les faiblesses des ennemis ». La personne qui joue a la possibilité de développer son propre style de combat et recourir, si elle le souhaite, à la magie noire.
Le jeu ne comporte pas de gameplay en ligne ou coopératif.

### Bande-son

#### Musique
La bande originale est principalement composée par Chuck E. Myers, J. Scott Rakozy et Peter Murray. Elle est éditée par le label WaterTower Music en 2023, en deux doubles albums numériques totalisant 75 titres : Hogwarts Legacy (Original Video Game Soundtrack) et Hogwarts Legacy (Study Themes from the Original Video Game Soundtrack). Alexander Horowitz (en) a composé pour sa part quelques titres additionnels tels que The Room of Hidden Things et A Focused Mind, présents uniquement sur l’édition Study Themes.
Sur le morceau Overture to the Unwritten, partagé sur YouTube en décembre 2022, les membres de la chorale et de l'orchestre sont composés d'étudiants de l'Université de l'Utah, de BYU et du Salt Lake Symphony Orchestra, ainsi que d'artistes tels que Nicole Pinnell, Nicole Klossner, Ryan Shupe, Abe Kaelin, Bart Olson, John Knudsen et Dune Moss.
L'équipe a cherché à équilibrer la composition de la nouvelle bande originale avec celle des films du Wizarding World. La musique change en fonction de l'emplacement du personnage, avec des différences notables dans des salles communes spécifiques.
Pour la création de la bande-son, l'équipe des compositions musicales a utilisé des instruments particuliers, comme une pièce de tôle géante nommée « feuille de tonnerre », ainsi qu'un waterphone pour émettre des sons évoquant la magie.

#### Doublage

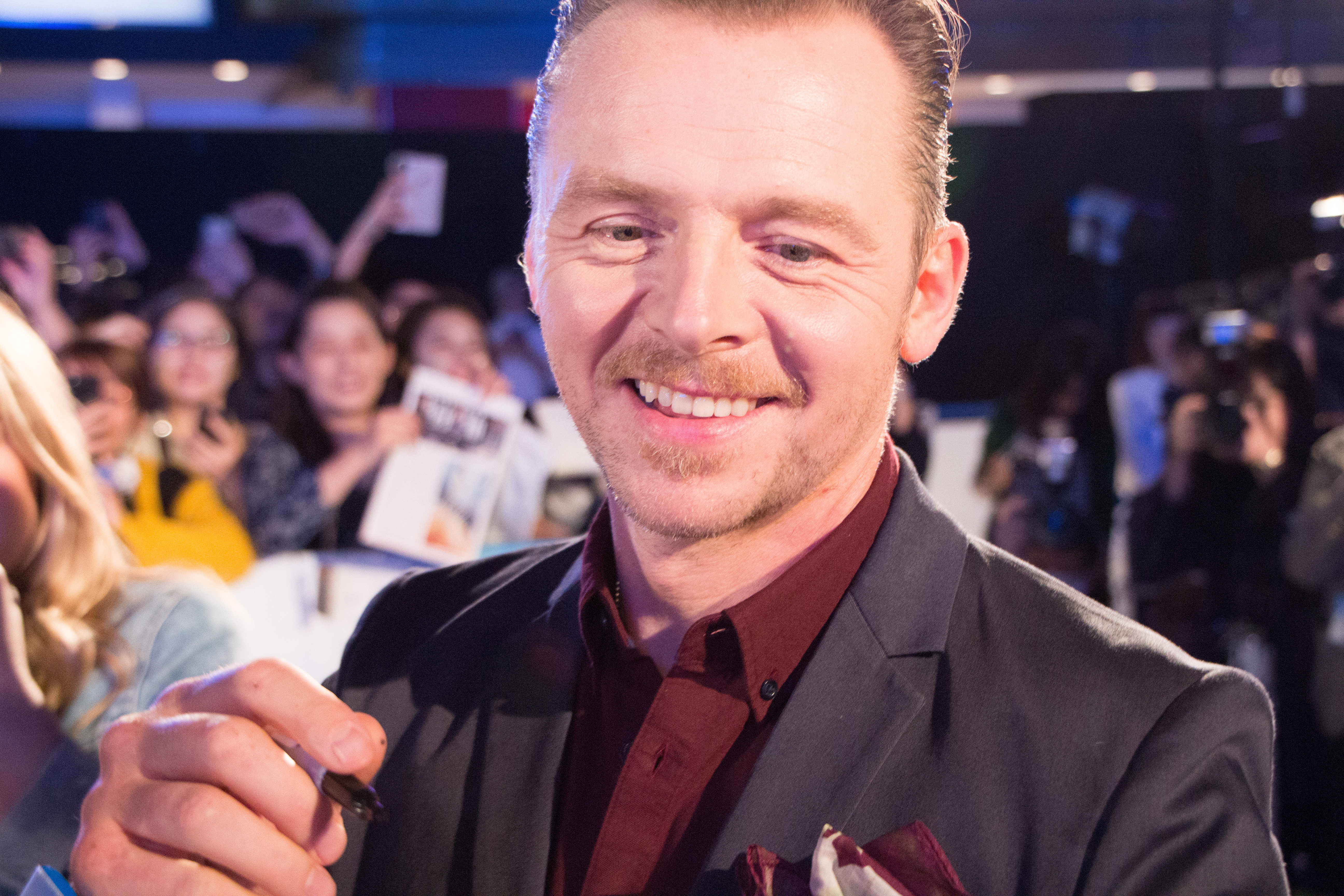
Dans la version anglophone, Simon Pegg prête sa voix au directeur de Poudlard des années 1890, Phineas Nigellus Black.

Parmi les comédiens notables, l'acteur Simon Pegg, connu pour son interprétation du personnage principal dans le film Shaun of the Dead, prête sa voix à Phineas Nigellus Black, le directeur de Poudlard. Lesley Nicol, rendue célèbre par son rôle de la cuisinière Madame Patemore dans Downton Abbey, double la directrice de Gryffondor Matilda Weasley, tandis que Luke Youngblood (qui interprétait Lee Jordan dans les films Harry Potter) prête sa voix à un élève farceur de la maison Serdaigle, Everett Clopton. L'acteur américain Jason Anthony Griffith, connu pour avoir été la voix de Shadow dans Sonic X, prête ici sa voix au fantôme Nick Quasi-Sans-Tête et au choixpeau magique. L'avatar du personnage principal est doublé soit par Sebastian Croft, soit par la vidéaste britannique Amelia Gething (en).

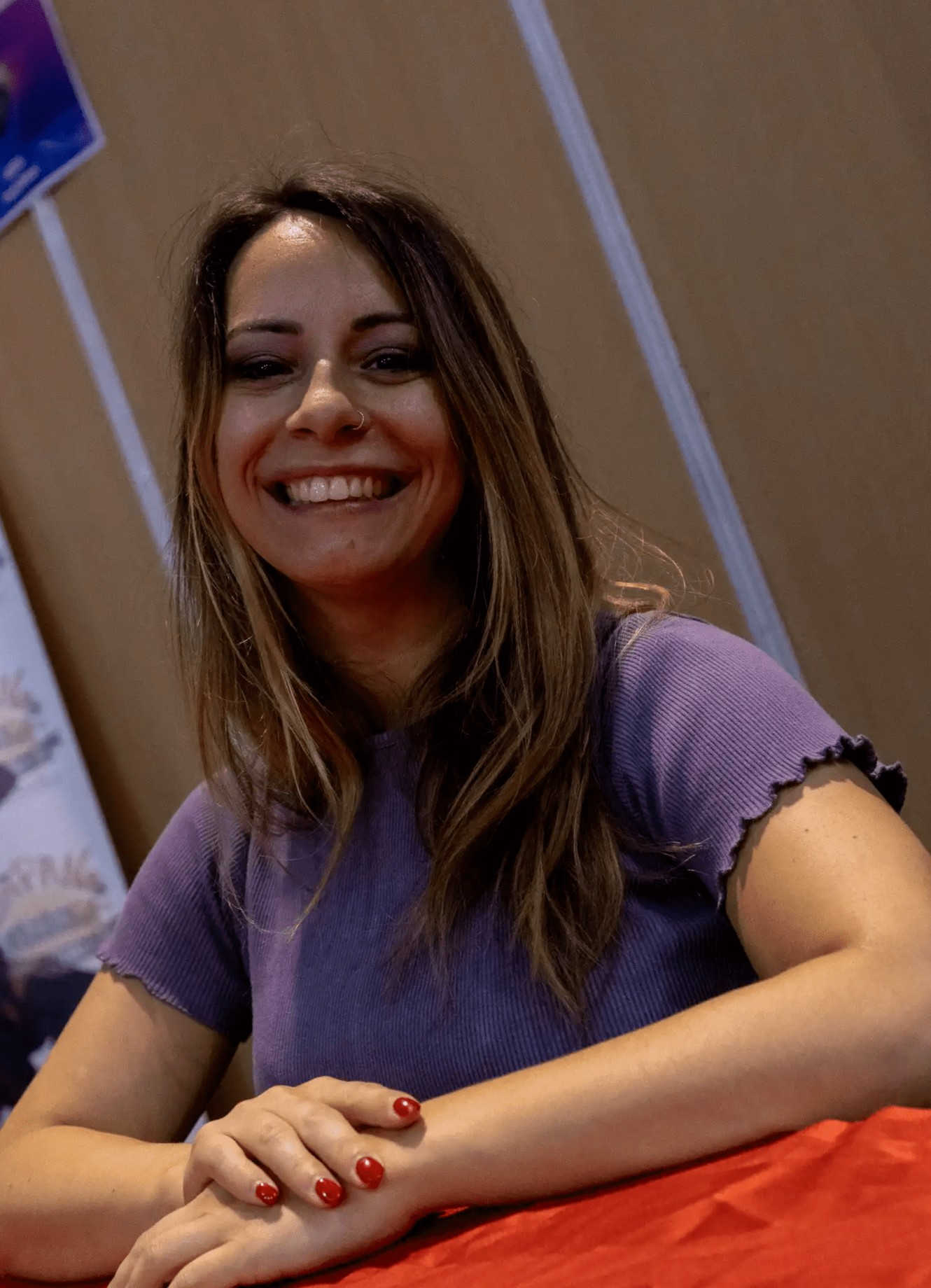
La voix francophone féminine du personnage principal est celle d'Adeline Chetail.

Pour la version en français, Martin Faliu ou Adeline Chetail prêtent leur voix au personnage principal. Cédric Dumond, la voix française la plus régulière de Simon Pegg, prête donc ici sa voix au personnage de Phineas Nigellus Black. Brigitte Virtudes double la directrice adjointe Matilda Weasley, et Charlie Beaubourg, le Choixpeau. Quant à Annie Milon, qui est la voix française régulière de Halle Berry, elle prête ici sa voix au professeur Onai, qui enseigne la divination. Le compagnon de route Serdaigle, Amit Thakar, est doublé par Taric Mehani, connu pour avoir prêté sa voix à Luke Skywalker dans Star Wars Battlefront.

## Développement

### Conception
Le jeu, classé triple-A, est conçu à l'aide de l'Unreal Engine, et développé par Avalanche Software, qui a été acquis par Warner Bros. Interactive Entertainment en janvier 2017. En novembre de la même année, Warner Bros. crée un nouveau label d'édition nommé Portkey Games, destiné à la gestion des jeux vidéos liés au monde des sorciers,.
Selon Warner Bros., la créatrice de la franchise J. K. Rowling n'est pas directement impliquée dans le développement du jeu,. Bien qu'il ne s'agisse pas de l'une de ses histoires, le site officiel du jeu précise que les écrits de Rowling restent le fondement de tous les projets liés au Wizarding World, y compris Hogwarts Legacy. Avalanche Software s'est vu confier le projet avec pour ambition de s'inspirer de l'œuvre de Rowling, et d'étendre son univers par des nouveaux contenus originaux. L'équipe créative s'inspire à la fois des romans Harry Potter et des films adaptés, et s'y réfèrent systématiquement pour développer le « nouveau territoire » et les différentes fonctionnalités du jeu. Elle intègre donc de nouveaux lieux, personnages et éléments d'histoire, en plus des lieux emblématiques déjà connus des fans, tels que Poudlard, la forêt interdite ou le village de Pré-au-Lard.

« Les questions incontournables des fans sont souvent : « Qu'y a-t-il au-delà ? Qu'y a-t-il après la forêt interdite ? Au-delà de Pré-au-Lard ? […] » On savait que l'on devait répondre à tout ça. »

— Alan Tew (directeur du jeu)
De la même manière, l'équipe intègre de nombreuses références à l’œuvre originelle et essaie de faire en sorte qu'aucun anachronisme ne soit constaté. Les romans ont été relus de nombreuses fois pour vérifier la bonne localisation des pièces emblématiques du château, ou vérifier que le Poudlard Express conduisait déjà les élèves à l'école à la fin du XIXe siècle, ou encore s'il était possible d'inclure dans le scénario des ancêtres de personnages déjà connus des fans, comme ceux des Weasley, les Black ou les Gaunt,. Le scénario aborde notamment la Magie Ancienne, une puissante forme de magie mystérieuse, qui est rapidement évoquée dans les livres, et que le personnage jouable maîtrise. En parallèle, les développeurs du jeu ne révèlent aucun indice sur le passé du personnage incarné afin de permettre aux joueurs et aux joueuses de s'y identifier plus librement. Ils renoncent également à dater précisément les événements.
Le personnage joué a été conçu via la capture de mouvement : un acteur a effectué des mouvements avec des capteurs sur le corps et le visage, et ses mouvements ont été retranscrits dans le jeu (ce qui semble expliquer l'impossibilité pour la personne qui joue de modifier la taille et le poids de son avatar).

### Spécificités techniques
La configuration minimum requise sur PC est Windows 10 (64 bit).
La taille de téléchargement de Hogwarts Legacy est de 76 à 80 Go pour les consoles.

### Promotion

Une affiche du jeu sur un immeuble à Berlin.

Des images du gameplay fuitent en octobre 2018, soit deux ans avant l'annonce officielle,,.
Annoncé lors d'un événement PlayStation 5 en septembre 2020, Hogwarts Legacy devait initialement sortir sur PlayStation 4, PlayStation 5, Xbox One, Xbox Series X/S et PC en 2021,,. Le 13 janvier 2021, Portkey Games annonce préférer prendre son temps pour développer le jeu et décide de repousser sa sortie en 2022, et après la sortie du film Les Animaux fantastiques 3.
Le 17 mars 2022, PlayStation, Avalanche Software et Warner Bros. Games présentent un premier aperçu du gameplay de Hogwarts Legacy sur PS5, d'une durée de quinze minutes, via les chaines YouTube et Twitch de PlayStation. Ces images sont suivies par un documentaire de six minutes sur la réalisation du jeu, avec des interviews des membres de l’équipe créative d'Avalanche Software (le manager Chandler Wood, le producteur James Cabrera, le directeur du jeu Alan Tew, la graphiste des environnements Boston Madsen, la directrice de narration Moira Squier, le directeur artistique Jeff Bunker et le directeur du département conceptuel Sebastien Gallego).
Dans la foulée, le site officiel annonce que le jeu sortira également sur Nintendo Switch.
Un pack « Magie noire » est présenté lors de la Gamescom de l'été 2022,. À la rentrée de septembre 2022, lors de l'événement annuel « Retour à Poudlard » (Back to Hogwarts), l'équipe partage de nouveaux extraits du gameplay à travers quatre vidéos des salles communes de Poudlard (Gryffondor, Poufsouffle, Serdaigle et Serpentard).
Le 11 novembre 2022, à travers un gameplay showcase de 45 minutes, le manager Chandler Wood, le directeur du jeu Alan Tew et la graphiste Boston Madsen dévoilent notamment un aperçu (sur console PlayStation) des possibilités de création du personnage principal ; l'exploration d'une partie du château par un joueur de la maison Poufsouffle ; le système de dialogues avec les PNJ et le système de combats,.

### Publication
Initialement prévue en 2021, la sortie du jeu a été reportée et annoncée officiellement, lors de la diffusion des images du gameplay, pour la fin de l'année 2022,. En août 2022, le compte Twitter officiel du jeu annonce le report de sa sortie à 2023, ainsi qu'une date précise de sortie pour PlayStation, Xbox et PC : le 10 février 2023. La version PC est au format digital et accessible uniquement via les plateformes Steam et Epic Games Store,.
La sortie sur PlayStation 4 et Xbox One est une première fois repoussée au 4 avril 2023,,, puis au 5 mai 2023. Celle sur Nintendo Switch est quant à elle repoussée au 14 novembre 2023.

### Contenus additionnels
Un pack « Magie noire », vendu séparément de l'édition standard et classé PEGI 16, est présenté lors de la Gamescom 2022,. Il comprend un ensemble de cosmétiques de magie noire, une arène de combat de magie noire et une monture spéciale (sombral) attribuée au personnage. Le pack peut néanmoins être acheté en jeu via l'édition standard.
Une édition Deluxe physique inclut le pack « Magie noire », ainsi qu'une monture hippogriffe et 72 heures d’accès anticipé. L'édition Deluxe digitale comprend en plus un chapeau de magie noire pour le personnage et une mise à jour cross-gen.
Une édition Collector inclut tout le contenu de la version Deluxe digitale, ainsi qu'un manteau « Kelpy » pour le personnage, un boitier métallique et une baguette magique flottant au-dessus d'un grimoire,.
En juin 2024, Jason Schreier de Bloomberg affirme qu'une version « Director's cut » de Hogwarts Legacy est en développement chez Avalanche Software, avec l'aide d'employés de chez Rocksteady. En octobre 2024, Insider Gaming informe que le DLC s'appellera « Hogwarts Legacy : Definitive Edition »  et contiendra entre 10 et 15 heures de contenu additionnel, avec notamment « une nouvelle quête liée à l'histoire, des missions secondaires, des activités et des tenues ». Sa sortie est prévue en 2025.

## Accueil

### Avant la sortie
Il est le jeu dont la bande-annonce initiale a atteint le plus rapidement les 10 millions de vues sur la chaîne YouTube de PlayStation.
En 2022, il est considéré par certains journalistes comme le jeu vidéo le plus attendu de l'année,,. Hogwarts Legacy se classe notamment comme l'un des jeux les plus attendus lors des Game Awards 2022.
Un mois avant sa sortie, en janvier 2023, il est classé en première position des jeux les plus attendus par la communauté PC (Steam) et devient le jeu le plus vendu sur Steam et sur PS5,.
Lors de son accès anticipé, Hogwarts Legacy devient le jeu solo le plus regardé de la plateforme de streaming Twitch, avec 1,3 million de spectateurs en simultané, battant ainsi le record de Cyberpunk 2077,.

### Réception critique
Hogwarts Legacy reçoit à sa sortie un accueil critique « généralement favorable », l'agrégateur Metacritic lui donnant entre 83 et 88/100 selon la plate-forme,,.
Pour Game Informer, Avalanche Software parvient à « capturer l'essence d'une fiction bien établie » avec un œil habile et une appréciation évidente des livres et des films, en offrant un savant mélange de styles de jeu et d'expériences, et en conservant les touches magiques qui captivent les fans. Pour le site, le récit global semble parfois un peu fragile, mais il est soutenu par un dialogue et un doublage « uniformément excellents », ainsi qu'une bande originale « exceptionnelle ».
Morgan Park pour PC Gamer évoque un jeu complet aux nombreuses activités variées et pour lequel « une grande partie du plaisir est due au travail d'animation de haut niveau […] qui rend chaque combat plus dramatique et amusant à regarder que ceux des films ».
Pour Destructoid, les principaux points positifs du jeu sont sa musique, ses graphismes et son lore très riche. Pour IGN.com, les personnages secondaires sont « charmants et inoubliables », et le jeu regorge positivement d'innombrables divertissements pour s'imprégner pendant de nombreuses heures : « Vous vous retrouverez à explorer les couloirs pavés et les passages secrets de Poudlard, à voler autour de la forêt interdite sur un balai et à explorer des grottes sombres éclairées uniquement par la lueur de votre sort Lumos. […] Les développeurs d'Avalanche ont si brillamment capturé l'apparence du monde sorcier ». Le site fait également l'éloge des combats « fantastiques, difficiles et tout à fait captivants », mais dénote la faible diversité des ennemis ainsi que le nombre limité de sorts équipés à la fois et le processus maladroit qui permet de basculer entre eux : « les garder organisés et mémoriser leur touche correspondante devient un défi en soi ».
Pour Jeuxvideo.com, Avalanche Software « tient de très loin sa meilleure production », même si le jeu manque de finition. Pour le site, Hogwarts Legacy a des bases solides de jeu d'action avec des notions de jeu de rôle, et permet à tous les types de joueurs d'y trouver leur compte. Il évoque un jeu « de toute beauté », avec une aventure assez équilibrée en matière d'activités, un contenu annexe « intéressant à découvrir » et des personnages bien écrits : « On retrouve l'esprit de l'univers d’Harry Potter avec des personnages aussi cohérents qu'atypiques, quelques pointes d'humour sympathiques et des moments épiques à souhait ».
Les problèmes techniques mineurs rencontrés en jeu, notamment sur les versions PC et PS5, ont été pointés par la majorité des critiques. PC Gamer déplore par exemple des temps de chargement quasi systématiques avant l'entrée dans de nouvelles zones du château de Poudlard ou des vitrines de Pré-au-Lard, qui font « tache sur un monde autrement immersif ». IGN évoque quant à lui des problèmes de contrastes et d'éclairage, ou des pop-in agressifs lorsqu'on se déplace trop rapidement sur la carte. Il évoque également des chutes occasionnelles du personnage à travers le décor ou des PNJ quelques fois piégés dans l'environnement. Chris Carter, de Destructoid, évoque « l'un des jeux IP les plus atmosphériques » auxquels il a joué, et trouve de ce fait étrange « qu'une grande partie de la base mécanique [du jeu] donne l'impression qu'elle date de la fin des années 2000 ». La plupart des critiques s'accordent néanmoins sur le fait que ces défauts occasionnels sont contrebalancés par l'aspect visuel, la fluidité des combats et l'immersion globalement réussis,,,.
Plusieurs critiques font part de faiblesses dans le scénario. C'est le cas notamment de Destructoid, qui estime que le soulèvement des gobelins est maladroitement raconté, et sans nuance. Pour IGN, le « conte » est agréable, mais pas particulièrement profond ou original. Jeuxvideo.com évoque une histoire « très agréable à suivre », mais prévisible, manquant de subtilité et souffrant d’une poignée d’incohérences, notamment sur le fait que l'apprentissage des sortilèges impardonnables et leur utilisation n'a aucun impact sur le cours de l'histoire.

### Ventes
À la fin du premier mois de sa sortie, le jeu a généré un chiffre d'affaires de 850 millions de dollars et s'est vendu à plus de 12 millions d’exemplaires. Le jeu a été le jeu le plus téléchargé sur la PlayStation Store en Europe et en Amérique du Nord au mois de février 2023. Le milliard de dollars de chiffre d'affaires est dépassé en mai 2023, avec plus de 15 millions d'exemplaires du jeu vendus dans le monde.
Près d'un an après sa sortie, en janvier 2024, la société Warner annonce que le jeu s'est écoulé à près de 24 millions d'exemplaires,. Il est le deuxième jeu le plus vendu en France ainsi qu'en Europe en 2023, après EA Sports FC 24, (les chiffres du jeu Baldur's Gate III, sorti la même année, n'ont pas été communiqués).
À la fin de l'année 2024, le jeu dépasse le cap des 30 millions d’exemplaires vendus, toutes plateformes confondues.

### Distinctions
Selon les données du moteur de recherche Google, Hogwarts Legacy constitue au niveau mondial la recherche la plus importante de 2023 pour un jeu vidéo.

## Controverses
À la suite des accusations de transphobie visant la créatrice de la franchise Harry Potter, J. K. Rowling, Hogwarts Legacy fait polémique chez certains joueurs de jeux vidéo, bien que l'écrivaine ne soit pas impliquée dans le processus de création du jeu. Jessie Earl dans le site internet GameSpot estime ainsi que le jeu est issu d'un héritage d'intolérance. En France, le site Gamekult annonce qu'il ne souhaite pas publier de test du jeu. Si le jeu introduit le premier personnage transgenre du monde des sorciers, Sirona Ryan, la journaliste Stephanie Sterling estime que ce personnage apparaît afin de détourner les conversations autour des accusations de transphobie visant Rowling. Elle précise qu'« en tant que personne trans, voir toute la publicité pour un travail qui non seulement finance J. K. Rowling, mais lui permet de se sentir justifiée, me fait vomir ». Le personnage est très critiqué par les fans. Le site ResetEra, l’un des plus gros forums de jeu vidéo au monde — très populaire dans le monde anglophone — a par exemple fait le choix de bannir les discussions autour de Hogwarts Legacy de son site.
Le jeu est également accusé par des joueurs de jeux vidéo de perpétuer des clichés antisémites en raison de sa représentation des gobelins, qui sont dépeints comme des banquiers cupides avec des nez crochus — comme dans la majorité des univers fantasy —, et à travers la bande annonce, comme des révolutionnaires à réprimer,,. Selon une journaliste du site Jeuxvideo.com, la révolte des gobelins dont il est question dans le jeu n'est cependant pas présentée comme quelque chose de mauvais, tout comme la communauté des gobelins, dont certains membres sont victimes ou critiques du principal antagoniste. Cette même journaliste estime malgré tout « dommage » que le jeu ne s'émancipe pas des tropes antisémites.

## Suite
En septembre 2023, une offre d’emploi laissait suggérer que Hogwarts Legacy 2 était en préparation. La suite est confirmée par Warner Bros. Games un an plus tard, en septembre 2024.
Le président de Warner Bros. Interactive Entertainment annonce aussi en novembre 2024 que la suite de Hogwarts Legacy sera liée à la série télévisée Harry Potter, diffusée sur HBO à partir de 2026, et que des éléments narratifs de l’intrigue y seront incorporés.